# Gottfrieding

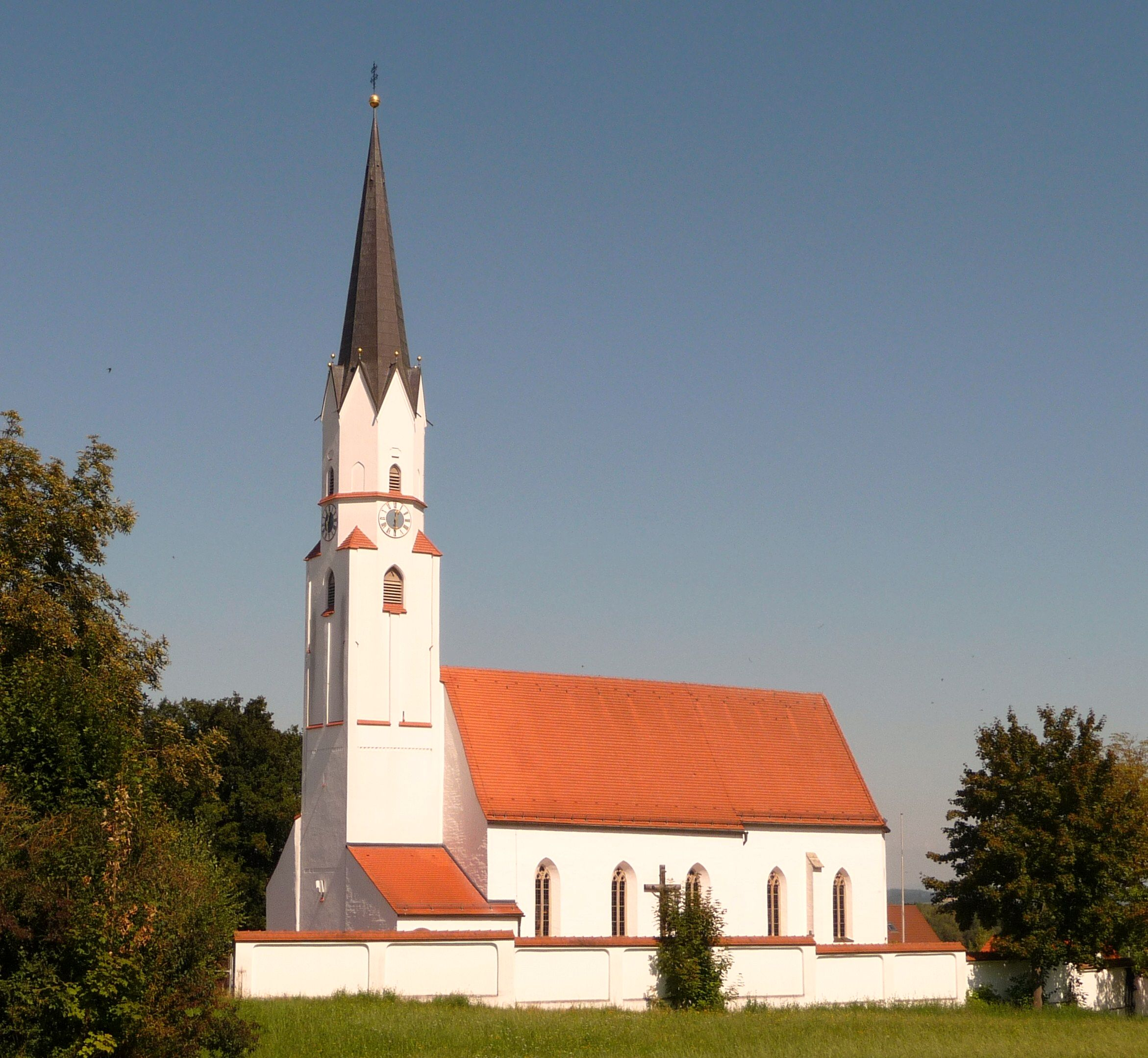
Die Pfarrkirche St. Stephan

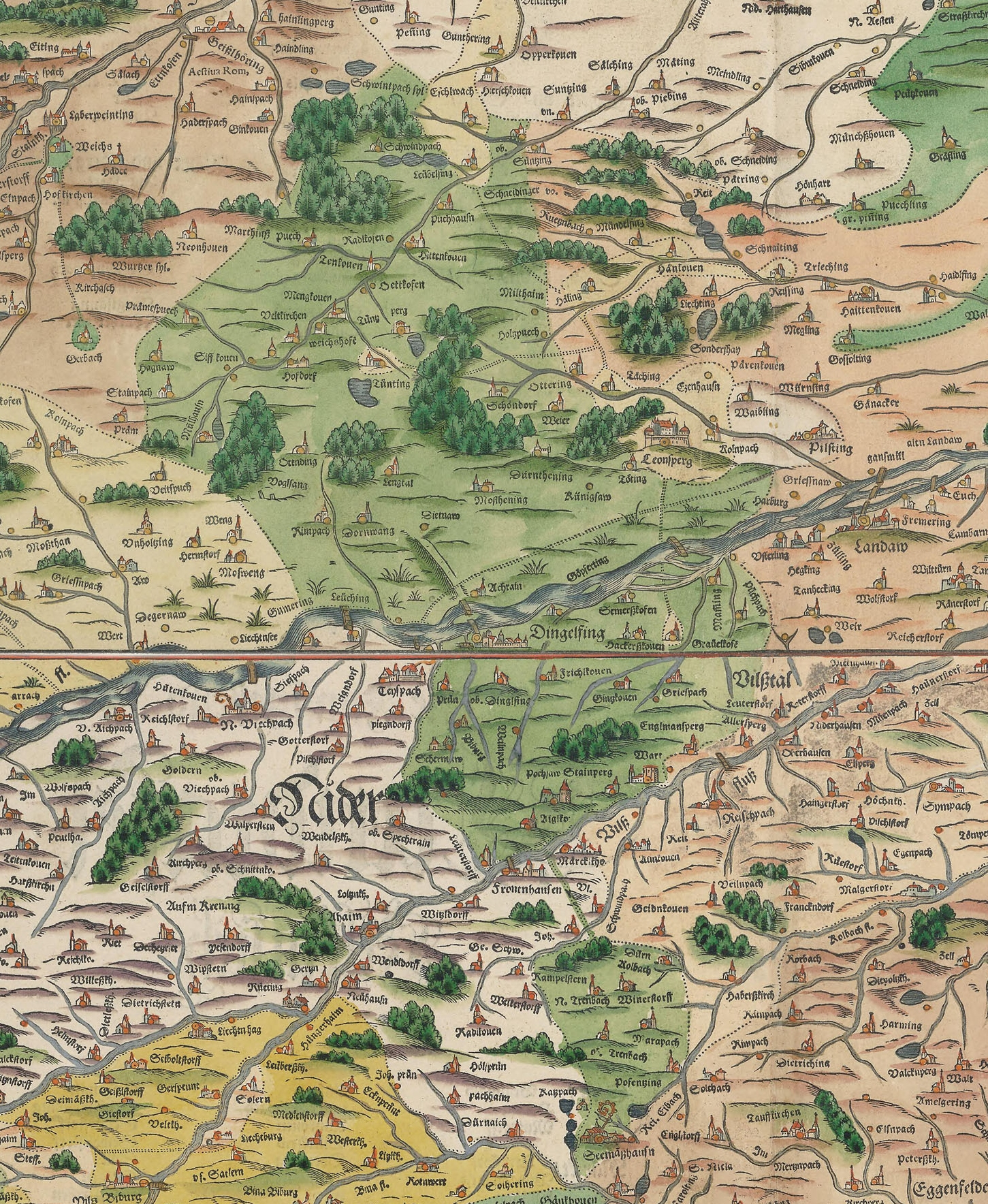
Göpferting auf Apians bairischen Landtafeln von 1568

Gottfrieding (mundartl.: Göpferting) ist eine Gemeinde im niederbayerischen Landkreis Dingolfing-Landau.

## Geografie
Die Gemeinde liegt in der Planungsregion Landshut.

### Gemeindegliederung
Es gibt 13 Gemeindeteile (in Klammern ist der Siedlungstyp angegeben):
- Daibersdorf (Weiler)
- Frichlkofen (Kirchdorf)
- Golding (Einöde)
- Gottfrieding (Pfarrdorf)
- Gottfriedingerschwaige (Dorf)
- Hackerskofen (Kirchdorf)
- Hacklberg (Einöde)
- Holzhausen (Einöde)
- Kleinpilberskofen (Dorf)
- Oberweilnbach (Weiler)
- Ottenkofen (Dorf)
- Tichling (Dorf)
- Unterweilnbach (Dorf)

Auf der Gemarkung Gottfrieding liegen Daibersdorf, Frichlkofen, Golding, Gottfrieding, Gottfriedingerschwaige, Hacklberg, Kleinpilberskofen, Oberweilnbach, Ottenkofen, Tichling, Unterweilnbach und in der Gemarkung Hackerskofen die Orte Hackerskofen und Holzhausen.

## Geschichte

### Bis zur Gemeindegründung
Das Gebiet um Gottfrieding war bereits um etwa 1000 vor Christus besiedelt. Zeugen aus dieser Zeit sind die Hügelgräber aus der Hallstattzeit bei Ottenkofen und Unterweilnbach. Urkundlich erwähnt wurde Gottfrieding erstmals im Jahr 902 als Guotfriedinga.
Auch andere Gemeindeteile haben eine lange Geschichte: 927 wurde der Ort Wilpach, das heutige Weilnbach, urkundlich erwähnt. Im 6. Jahrhundert, als die Bajuwaren ins Isartal kamen, wurden neue Siedlungen, wie Hackerskofen, Ottenkofen, Frichlkofen, Holzhausen und Daibersdorf gegründet.
Als zinspflichtige Hofmark gehörte Gottfrieding im 14. Jahrhundert dem adeligen Herrn Seemann zu Mangern, dieser wird 1366 genannt, ihm folgen 1371 Peter der Seemann zu Mangern, 1376 Friedrich der Seemann von Gottfrieding, 1381 Hans der Seemann zu Mangern. Im 15. Jahrhundert gelangt die Hofmark an die Grafen von Ortenburg; der Letzte von diesen war Graf Georg Reinhard von Ortenburg. Dieser verkauft die Grundherrschaft über Gottfrieding 1637 an das Kloster Aldersbach, das bis zur Säkularisation 1803 die Grundherrschaft ausübte. Der Ort war Teil des Kurfürstentums Bayern, bildete aber eine geschlossene Hofmark, die 1803 mit dem Kloster aufgehoben wurde.
Im Zuge der Verwaltungsreformen in Bayern entstand mit dem Gemeindeedikt von 1818 die ursprüngliche Gemeinde. 1823/24 wurde der größte Teil der Gemeinde Frichlkofen mit den Ortsteilen Frichlkofen, Golding, Tichling, Oberweilnbach, Unterweilnbach und den Fluren der damals noch nicht existierenden Einöde Hacklberg in die Gemeinde Gottfrieding eingegliedert. Kaltenberg kam zu Frauenbiburg und Reitholz nach Griesbach.

### 20. und 21. Jahrhundert
Am 1. Januar 1946 wurde die Gemeinde Hackerskofen aufgelöst und in die Gemeinde Gottfrieding eingemeindet.
Im November 2007 stimmten die Bürger mehrheitlich gegen eine Auflösung und Eingliederung von Gottfrieding in die Kreisstadt Dingolfing, wie es von einer Bürgerinitiative vorgeschlagen war.

### Einwohnerentwicklung
Im Zeitraum 1988 bis 2018 wuchs die Gemeinde von 1611 auf 2223 um 612 Einwohner bzw. um 38 %.
| Jahr      | 1961 | 1970 | 1987 | 1991 | 1995 | 2000 | 2005 | 2010 | 2015 | 2018 |
| Einwohner | 1326 | 1491 | 1601 | 1765 | 1926 | 2018 | 2153 | 2091 | 2242 | 2223 |

## Politik
Die Gemeinde ist Mitglied der Verwaltungsgemeinschaft Mamming.

### Gemeinderat
Der Gemeinderat setzt sich seit den Kommunalwahlen in Bayern 2020 aus dem Ersten Bürgermeister und 14 Gemeinderäten zusammen. Die Mandate verteilen sich wie folgt:
- CSU: 5 Sitze (33,5 %)
- JBG: 3 Sitze (20,3 %)
- UWG: 2 Sitze (20,1 %)
- FWG: 2 Sitze (15,2 %)
- SPD: 1 Sitz (10,8 %)
- Parteilos: 1 Sitz

Gegenüber der Amtszeit 2014–2020 mussten CSU, FWG und SPD jeweils einen Sitz abgeben; die neu angetretene JBG (Junge Bürger Gottfrieding) gewann auf Anhieb drei Sitze. Das jetzt parteilose Gemeinderatsmitglied wurde über die Liste UWG gewählt.

### Bürgermeister
Erster Bürgermeister ist seit 1. Mai 2008 Gerald Rost (CSU) aus Golding; dieser wurde am 15. März 2020 mit 86,4 % der Stimmen wieder gewählt. 

Zweiter Bürgermeister ist seit Mai 2020 Georg Widbiller und Dritter Bürgermeister ist Günther Meier (CSU) aus Gottfriedingerschwaige (im Mai 2020 wieder gewählt).

### Wappen
| Wappen von Gottfrieding | Blasonierung: „Unter schwarzem Schildhaupt mit zwei silbernen Schrägbalken gespalten von Rot und Silber, vorne ein schräger silberner Gegenzinnenbalken, hinten auf rotem Dreiberg stehend eine gestürzte eingeschweifte rote Spitze.“ |
| Wappen von Gottfrieding | Wappenbegründung: Das Wappen kombiniert Figuren aus den Wappen von drei für die Geschichte des Gemeindegebiets wichtigen Herrschaftsträgern. Die zwei silbernen Schrägbalken im schwarzen Schildhaupt erinnern an die Familie Seemann, die von der Mitte des 14. bis in das 15. Jahrhundert Inhaberin der Hofmark Gottfrieding war. Der Gegenzinnenbalken in der vorderen Schildhälfte verweist auf die Grafen von Ortenburg, die den Seemann als Hofmarksherren folgten. Von 1637 bis zur Säkularisation 1803 gehörte die Hofmark dem Kloster Aldersbach; deshalb findet sich das Wappen der Zisterzienserabtei, in Silber eine gestürzte eingeschweifte rote Spitze auf rotem Dreiberg, in der hinteren Schildhälfte. Dieses Wappen wird seit 1984 geführt. |

## Kultur und Sehenswürdigkeiten
Die Pfarrkirche St. Stephan hat einen Turmunterbau aus dem 13. Jahrhundert, der Chor stammt aus der zweiten Hälfte des 15. Jahrhunderts. Das nördliche Seitenschiff kam 1630 dazu, der Turmoberbau 1730. Von 1730 bis 1877 trug der Turm eine Kuppel, die aber bei der Regotisierung durch einen Spitzhelm ersetzt wurde. Die Kirche besitzt einen neugotischen Hochaltar.

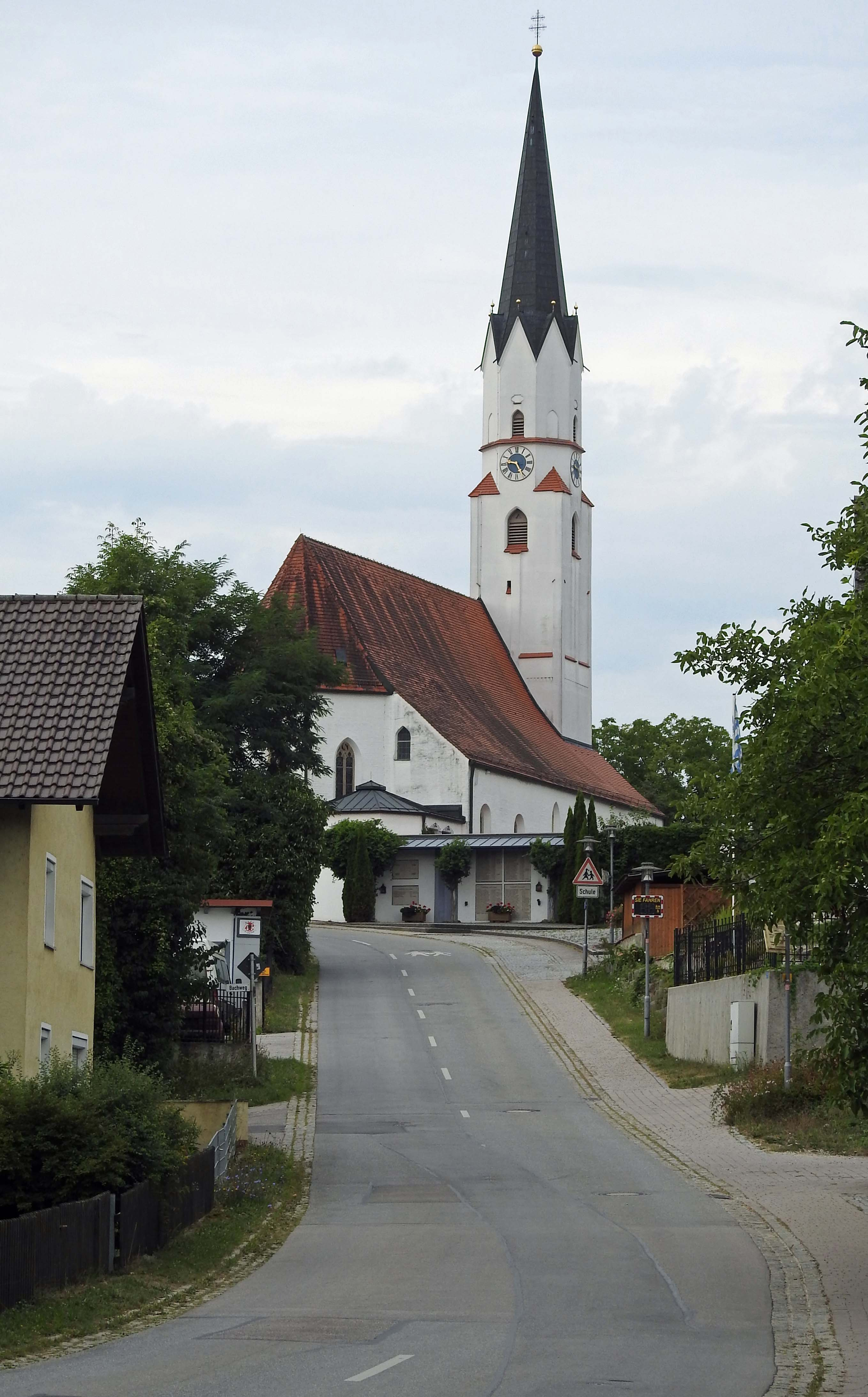
Gottfrieding - Hauptstraße

Baudenkmäler
Bodendenkmäler

## Wirtschaft und Infrastruktur

### Wirtschaft
Es gab 2020 nach der amtlichen Statistik im produzierenden Gewerbe 119 und im Bereich Handel und Verkehr 64 sozialversicherungspflichtig Beschäftigte am Arbeitsort. Sozialversicherungspflichtig Beschäftigte am Wohnort gab es insgesamt 1158. Im verarbeitenden Gewerbe gab es keinen, im Bauhauptgewerbe acht Betriebe. Im Jahr 2016 bestanden zudem  20 landwirtschaftliche Betriebe mit einer landwirtschaftlich genutzten Fläche von insgesamt 968 ha, davon waren 935 ha Ackerfläche.
Die Isar wird im Wasserkraftwerk Gottfrieding zur Energieerzeugung genutzt.

### Verkehr
Durch das Gemeindegebiet verläuft die Bahnstrecke Landshut–Plattling. Der Haltepunkt Gottfrieding wird nicht mehr bedient, so dass der nächstgelegene Bahnhof der von Dingolfing ist.

### Bildung
- Im Jahr 2021 gab es eine Kindertageseinrichtung mit 92 Plätzen, in der 71 Kinder betreut und gefördert wurden.
- Die Verwaltungsgemeinschaft Mamming ist Träger der Grund- und Mittelschule Mamming-Gottfrieding. Eines der Schulhäuser steht in Gottfrieding.

## Persönlichkeiten
- Anton Nachreiner (* 1955), Fußballspieler und Jurist
- Sebastian Nachreiner (* 1988), bis 2023 Fußballspieler beim SSV Jahn Regensburg